# Gallinago megala
La agachadiza del Baikal o agachadiza de Swinhoe (Gallinago megala) es una especie de ave caradriforme de la familia Scolopacidae. El nombre común de la especie conmemora al naturalista británico  Robert Swinhoe.

## Distribución
Se reproduce principalmente en el centro y sur de Siberia y Mongolia. Toda la población migra y pasa la temporada no reproductiva, principalmente en el este y el sur de la India, Sri Lanka, el suroeste de China, el Sudeste Asiático y Nueva Guinea. Se han registrado migraciones al este de China, y ocasionalmente a Japón.

## Hábitat
Su hábitat de reproducción son los claros forestales y praderas. Durante la temporada no reproductiva habita en humedales de agua dulce poco profundas de diversos tipos, incluyendo arrozales y granjas de aguas residuales, con el barro desnudo o aguas poco profundas para la alimentación, con cobertura vegetal en las inmediaciones
Se alimenta principalmente de pequeños invertebrados, incluyendo lombrices, moluscos e insectos.